# Nornik wąskogłowy
Nornik wąskogłowy (Lasiopodomys gregalis) – gatunek ssaka z podrodziny karczowników (Arvicolinae) w obrębie rodziny chomikowatych (Cricetidae).

## Zasięg występowania
Nornik wąskogłowy występuje w podzielonych na kilka izolowanych populacjach różnej wielkości: północne odcinki są położone wzdłuż wybrzeża Arktyki w Rosji od północnej części rzeki Dwina na wschód do rzeki Kołyma (obwód archangielski, Nieniecki Okręg Autonomiczny, południowo-wschodnia część wyspy Nowa Ziemia, wyspa Wajgacz, północna część gór Ural, półwysep Jamał, Wyspa Biała, południowa część półwyspu Tajmyr i północna Jakucja), środkowy odcinek obejmuje środkową Jakucję, a południowe odcinki rozciągają się od rzeki Kama na wschód do rzeki Amur i od południowej Syberii na południe do gór Tienszan i międzyrzecza rzek Huang He i Jangcy na wschodzie Chińskiej Republiki Ludowej, w tym Rosja, Kazachstan, Kirgistan, Mongolia i Chińska Republika Ludowa (północno-zachodni Sinciang, Mongolia Wewnętrzna, Heilongjiang, Hebei i Henan).

## Taksonomia
Gatunek po raz pierwszy zgodnie z zasadami nazewnictwa binominalnego opisał w 1779 roku niemiecki przyrodnik Peter Simon Pallas nadając mu nazwę Mus gregalis. Holotyp pochodził z okolic na wschód od rzeki Czułym, w obwodzie nowosybirskim, w Rosji.
L. gregalis należy do podrodzaju Stenocranius. Morfologicznie i genetycznie L. gregalis tworzy siostrzaną z L. raddei. Przez niektóre ujęcia systematyczne zaliczany rodzaju Microtus. W obrębie L. gregalis istnieją trzy odrębne klady mtDNA. Zmienność geograficzna wyraża się jako złożona kombinacja klinalnej i mozaikowej zmienności w wielkości, koloru i proporcji czaszki. Opisano osiemnaście podgatunków, ale słabo odzwierciedlają one istniejące wzorce zmienności morfologicznej i genetycznej; taksonomia podgatunkowa wymaga ponownej oceny. Autorzy Illustrated Checklist of the Mammals of the World uznają ten takson za gatunek monotypowy.

### Etymologia
- Lasiopodomys: gr. λασιος lasios „włochaty, kudłaty”; πους pous, ποδος podos „stopa”; μυς mus, μυoς muos „mysz”[28].
- gregalis: łac. gregalis „towarzyski”, od grex, gregis „stado”[29].

## Morfologia
Długość ciała (bez ogona) 81–148 mm, długość ogona 17–46 mm, długość ucha 8–16 mm, długość tylnej stopy 12–21 mm; masa ciała 16–68 g; samice są nieznacznie mniejsze i lżejsze od samców. Ubarwienie ciała od żółtawego (ochra) do brązowego, z jasnymi końcami włosów na bokach i grzbiecie. Często na grzbiecie występuje ciemniejszy pas. Wąska czaszka ułatwia im przeciskanie przez szczeliny o szerokości 1,5–2 cm.

## Biologia
Występuje w tundrze, na równinach, oraz górskich stepach i łąkach. Na obszarach leśnych i półpustynnych zamieszkuje otwarte tereny trawiaste. Żyje w grupach, w okresach dużej liczebności tworząc kolonie. Na Syberii i w Kazachstanie jest szkodnikiem upraw. Gryzonie te przenoszą kilka chorób zakaźnych, takich jak zapalenie mózgu, dżuma i tularemia.
Okres rozrodczy tego gryzonia przypada na ciepłe miesiące roku, ale w tundrze często zaczyna się przed stopieniem śniegu (luty-marzec). Typowo w ciągu roku samica wydaje na świat 4 do 5 miotów, liczących do 12 młodych.

## Populacja
Nornik wąskogłowy tworzy cztery oddzielne populacje, żyjące na dużych obszarach Azji. Zwierzęta te zamieszkują obszary od poziomu morza do 4000 m n.p.m. Występują na stepach Azji Środkowej na wschód od Wołgi po Amur, w dorzeczu Leny, w pobliżu ujścia Obu i wzdłuż wybrzeży wschodniej Syberii, na wschód od półwyspu Tajmyr. Populacje te mogą być w rzeczywistości osobnymi, choć spokrewnionymi gatunkami. Nornik wąskogłowy jest uznawany za gatunek najmniejszej troski, mimo wahań jego liczebność jest stabilna.